# Dirutrachia
Dirutrachia är ett släkte av snäckor. Dirutrachia ingår i familjen Camaenidae.
Kladogram enligt Catalogue of Life:
| Dirutrachia | \| \| Dirutrachia mersa \| \| \| \| \| \| Dirutrachia ponderi \| \| \| \| \| \| Dirutrachia sublevata \| \| \| \| |
|             | \| \| Dirutrachia mersa \| \| \| \| \| \| Dirutrachia ponderi \| \| \| \| \| \| Dirutrachia sublevata \| \| \| \| |
|             | Dirutrachia mersa                                                                                                 |
|             | |
|             | Dirutrachia ponderi                                                                                               |
|             | |
|             | Dirutrachia sublevata                                                                                             |
|             | |